# پالاسیس د لا سیرا
پالاسیس د لا سیرا (به اسپانیایی: Palacios de la Sierra) یک شهرستان در اسپانیا است که در Sierra de la Demanda واقع شده‌است.